# ناوکی واکو
ناوکی واکو (انگلیسی: Naoki Wako؛ زادهٔ ۲۶ نوامبر ۱۹۸۹) بازیکن فوتبال اهل ژاپن است.
از باشگاه‌هایی که در آن بازی کرده‌است می‌توان به باشگاه فوتبال کاشیوا ریسول اشاره کرد.